# ユハニ・ラゲルスペッツ
ユハニ・ラゲルスペッツ（Juhani Lagerspetz, 1959年7月12日 - ）は、フィンランドのピアニスト。
6歳の時にトゥルクの音楽院でピアノを学び始めた。その後、シベリウス・アカデミーとレニングラード音楽院に進み、13歳でフィンランド放送交響楽団とショスタコーヴィチのピアノ協奏曲第2番を演奏してデビュー、1975年と1976年にフィンランド国内のコンクールで優勝、1982年のチャイコフスキー・コンクールで特別賞を受賞した。以来、欧米・ロシア・日本で演奏旅行を行い、フィンランド国内のクフモ室内楽フェスティヴァルとナーンダリ音楽祭に出演を重ねている。シベリウス・アカデミーで教鞭を採る。1994年にAlfred Kordelin基金より、受賞されている。
ラゲルスペッツはOndineレーベルでの録音による、作曲家ミッコ・ヘイニエ (Mikko Heiniö) やユッカ・ティエンスー (Jukka Tiensuu) の作品、それぞれHermes、Mind Piano Concertosで有名である。またフィンランド国営放送でモーリス・ラヴェルの独奏曲の数々を演奏、Simax Classicsレーベルでは、ヨハネス・ブラームスのチェロ・ソナタでノルウェイのチェリスト、トルルス・メルクの伴奏を務めた。日本では、Finlandiaレーベル（ワーナー・ミュージック）でのグリーグの『抒情小曲集』の全曲録音で知られる。